# Saint-Jean-Froidmentel
Saint-Jean-Froidmentel – miejscowość i gmina we Francji, w Regionie Centralnym, w departamencie Loir-et-Cher.
Według danych na rok 1990 gminę zamieszkiwało 385 osób, a gęstość zaludnienia wynosiła 22 osoby/km² (wśród 1842 gmin Regionu Centralnego Saint-Jean-Froidmentel plasuje się na 767. miejscu pod względem liczby ludności, natomiast pod względem powierzchni na miejscu 768.).